# Sithon micea
Sithon micea är en fjärilsart som beskrevs av William Chapman Hewitson 1869. Sithon micea ingår i släktet Sithon och familjen juvelvingar. Inga underarter finns listade i Catalogue of Life.

## Bildgalleri

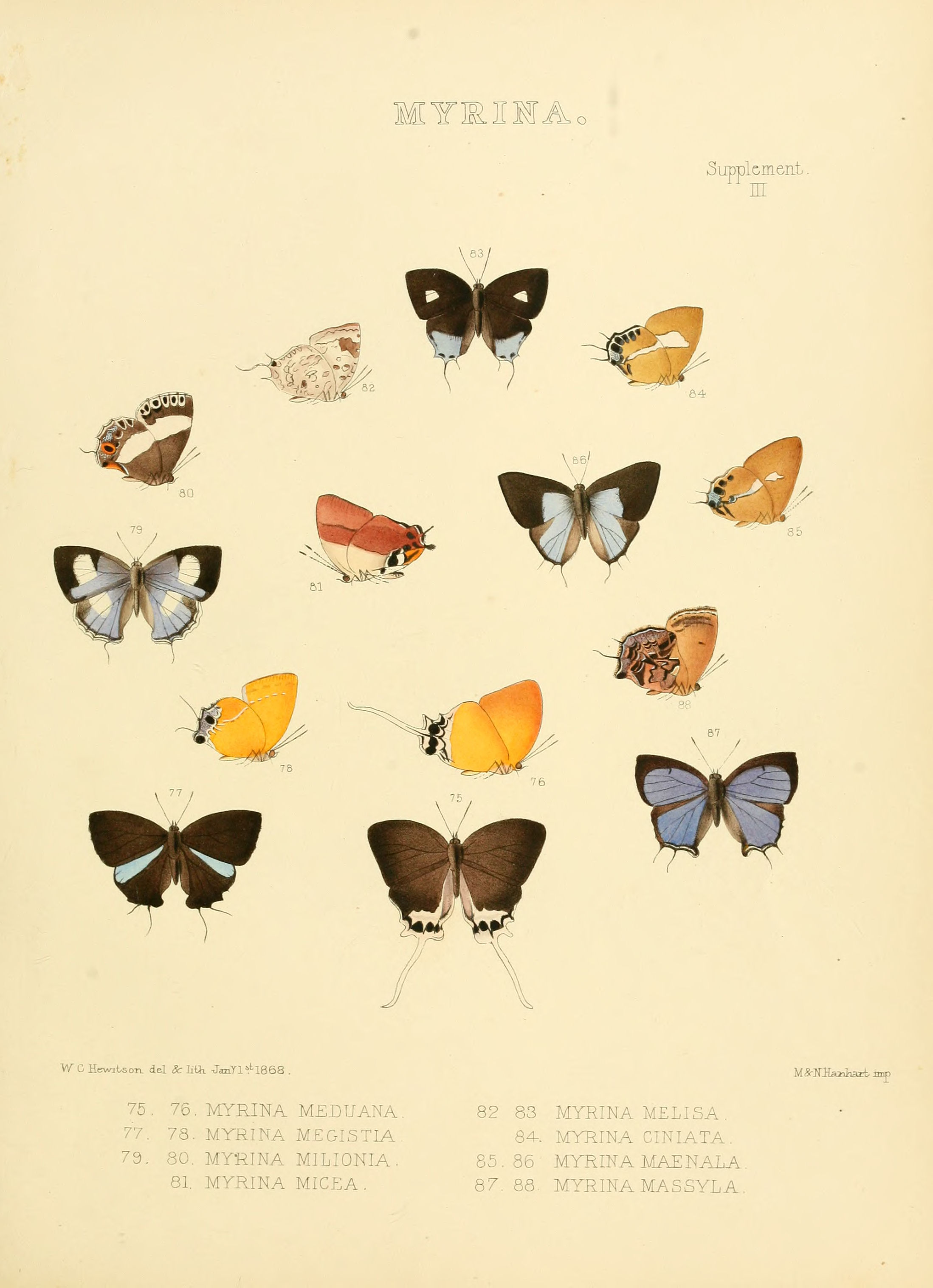
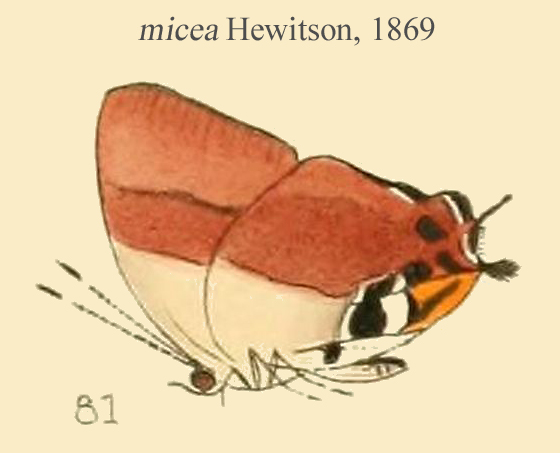